# Fiat 20-30 HP
Fiat 20-30 HP – samochód osobowy produkowany przez FIAT-a w latach 1908–1910. 
Samochód stanowił model średniej klasy. Wyposażony był w silnik dolnozaworowy o mocy 35 KM (przy prędkości obrotowej 1400 rpm),  stopniu kompresji 4,2:1, umieszczony z przodu. Napęd na koła tylnej osi, poprzez czterobiegową skrzynkę biegów (plus bieg wsteczny) przekazywany był, po raz pierwszy wśród modeli Fiata, za pomocą wału napędowego. Dźwignia zmiany biegów znajdowała się na zewnątrz nadwozia po prawej stronie. 
Nadwozie o konstrukcji stalowej występowało w wariantach otwartym oraz zamkniętym i mieściło 4-6 pasażerów. Maksymalna prędkość wynosiła 75 km/h.
Wykonano ponad 700 egzemplarzy. Sprzedawany był w cenie 21.000 L.